# Zamfirești (Cotmeana), Argeș
Zamfirești este un sat în comuna Cotmeana din județul Argeș, Muntenia, România.